# Waldenserkirche (Mariendorf)

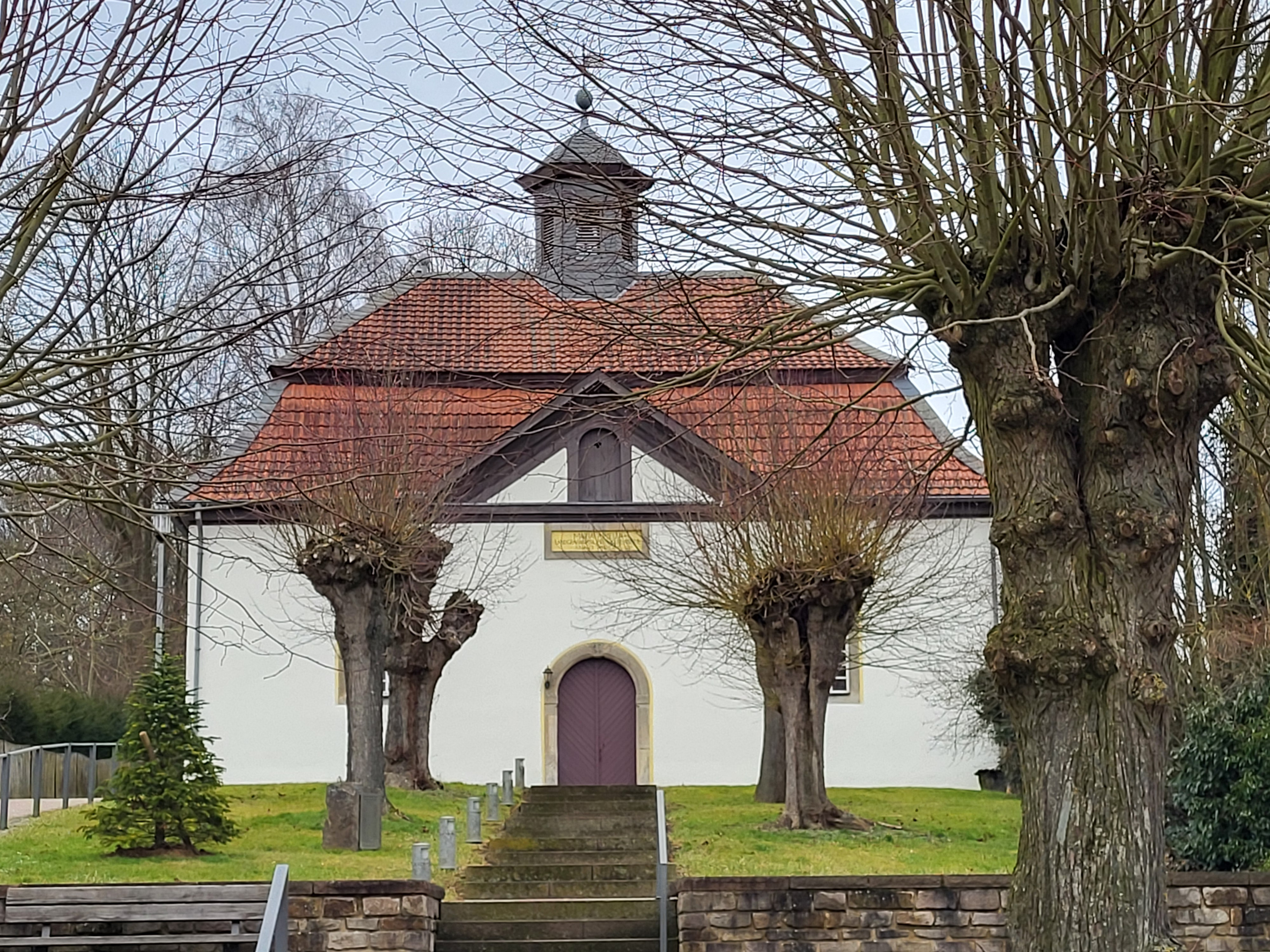
Die Waldenserkirche

Die Waldenserkirche ist die evangelische Kirche von Mariendorf, einem Ortsteil der Gemeinde Immenhausen im hessischen Landkreis Kassel. Die Kirche steht als Kulturdenkmal unter Denkmalschutz.
Der 1687 für waldensische Glaubensflüchtlinge vorwiegend aus dem Dauphiné durch Landgraf Karl von Hessen-Kassel gegründete und nach seiner Gemahlin Maria Amalia von Kurland benannte Ort Mariendorf erhielt auf Initiative des aus Schmalkalden versetzten Pfarrers Jacob Le Blanc in den Jahren 1701 bis 1705 eine eigene Kirche. Finanziert wurde der Kirchenbau im Wesentlichen durch Kollektengelder aus der Schweiz und den Niederlanden, aber auch durch Zuwendungen der Landgräfin, deren Name in der Inschrift über dem Kirchenportal genannt ist: „Maria Amalia Landgravia nata Prin: Curlandia anno MDCCV“. Nach Abschluss des Innenausbaus fand die Einweihung der Kirche am 9. Juni 1710 statt, die Weihepredigt hielt der Pfarrer Louis de Lescure.
Der in Bruchstein errichtete und verputzte Kirchenbau stellt einen schlichten, mit Mansarddach abgeschlossenen Baukörper mit Dachreiter und einem Dreiecksgiebel über dem traufseitig angeordneten Portal dar. Bei der eingreifenden Restaurierung von 1971 wurde die ursprüngliche Ausstattung entfernt und der als protestantische Quersaalkirche angelegte Kirchenraum auf die Längsachse umorientiert. Über der ursprünglich längsseitig aufgestellten Kanzel waren (1987 restaurierte) französische Bibelzitate angebracht.
Die Kirchengemeinde Mariendorf gehört mit denen von Hohenkirchen, Immenhausen und Mönchehof zu einem Kirchspiel innerhalb des Kirchenkreises Hofgeismar-Wolfhagen der Evangelischen Kirche von Kurhessen-Waldeck.